# 1655
Anul 1655 (MDCLV) a fost un an comun al calendarului gregorian, care a început într-o zi de vineri.

## Evenimente
- 1655-1660. Primul Război Nordic. Etapă finală a luptei pentru succesiunea la tronul Poloniei. Regele Suediei Carol X  declară război Poloniei.

## Nașteri
- 8 aprilie: Ludwig Wilhelm, Margraf de Baden-Baden (d. 1707)
- 26 aprilie: Rinaldo d'Este, Duce de Modena (d. 1737)
- 24 noiembrie: Carol al XI-lea, rege al Suediei (d. 1697)

## Decese
- 28 martie: Maria Eleonora de Brandenburg, soția regelui Gustavus Adolphus al Suediei (n. 1599)
- 26 iunie: Margareta de Savoia, viceregină a Portugaliei (n. 1589)